# Annapolis Royal
Annapolis Royal es un pueblo canadiense situado en la provincia de Nueva Escocia.

## Superficie
Annapolis Royal tiene una superficie de 1,98 km².

## Demografía
En 2021, tenía 530 habitantes, una densidad poblacional de 268,3 hab./km², y 364 viviendas.